# Marcos Madrigal (pianista)
Marcos Madrigal (La Habana) es un pianista cubano.

## Biografía
Marcos Madrigal tiene apenas tres años cuando empieza a estudiar piano. 
Se gradúa en el año 2007 con Diploma de Oro del Instituto Superior de Arte, bajo la orientación de la eminente profesora Teresita Junco. Cursa estudios de perfeccionamiento en la Universidad de Música del Conservatorio de Lugano y en la prestigiosa Academia Internacional de Piano Lake Como, donde recibe clases de los maestros Andreas Staier, Dimitri Bashkirov, Fou Ts’ong, John Perry, Malcolm Bilson y especialmente del maestro William Grant Naboré.
Ha ofrecido recitales y, como solista, conciertos con orquesta en algunas de las más importantes salas del mundo, como el Teatro Colón de Buenos Aires, el Auditorio Parco della Musica de Roma, el Queen Elizabeth Hall de Londres, la National Concert Hall de Dublín, el Auditorio Manuel de Falla de Granada, la Ópera nacional de Bucarest, el Volkstheater de Viena, el Teatro Rossini de Pésaro, el Teatro delle Muse de Ancona, el Teatro Gentile da Fabriano de Fabriano, el Teatro Góngora de Córdoba y el Gran Teatro Qintai de China, colaborando con importantes directores como Claudio Abbado, Leo Brouwer, Paul Mann, Enrique Diemecke y Lorenzo Ramos. 
Además, ha colaborado en varios proyectos con el compositor Premio Óscar Nicola Piovani y, asimismo, con otros compositores vinculados al mundo del cine y del teatro.
En 2015 debuta en los Estados Unidos con un concierto en la Finney Hall de Oberlin, Ohio.
Desde 2017 es Director Artístico de Habana Clásica, un festival internacional de música clásica con sede en la capital cubana.

## Premios
Es ganador de numerosos concursos internacionales, entre los que podemos mencionar el Concurso Internacional Premio Jaén (España), el Concurso Internacional de Piano Ciudad de Panamá, el Concurso Internacional de Piano María Clara Cullel (Costa Rica), el Premio Europeo de Ejecución Pianística (Italia) y el Concurso Internacional Ignacio Cervantes de La Habana. 
En 2012, le ha sido conferido el prestigioso Premio Internacional Medaglia D’oro Maison des Artistes, otorgado por la Asociación de Cultura, Arte, Ciencia y Compromiso Social de la ciudad de Roma en la Universidad La Sapienza.

## Grabaciones
Entre sus más recientes grabaciones podemos citar: Homo Ludens, con el maestro Leo Brouwer; Concierto a Ocho Manos, con su maestra Teresita Junco; la Opera Omnia para Piano y Orquesta de José María Vitier; el monográfico dedicado al compositor Ernesto Lecuona, Cuba, aclamado por la crítica y ganador de muchos premios como el Choc de Classica (Francia), el Cubadisco 2016, el Melómano de Oro (España) y las 5 Estrellas Diapason (Francia).
Ha grabado, además, conciertos en vivo y programas radiofónicos para renombradas emisoras en todo el mundo como la BBC, Radio Vaticano, RSI, Radio Suisse Romande y la italiana Rai Radio 3, que en 2013 transmitió un documental en cinco entregas dedicado a su vida con el título Piano Libre – La otra música de Cuba.